# Franck Guiza
Franck Guiza Djédjé, né le 2 novembre 1995 à Gagnoa (Côte d'Ivoire) est un footballeur international ivoirien évoluant dans le club du Maghreb de Fes. Il joue au poste d'attaquant.

## Biographie

### En club
Franck Guiza Djédjé débute le football professionnel au Séwé Sports.
Le 1er septembre 2016, il s'engage au Maghreb de Fes, club évoluant en D2 marocaine. Lors de la saison 2019-2020, il réalise une saison remarquable en remportant la D2 marocaine et se voit disputer la Botola Pro lors de la saison 2020-2021.

### En sélection
Le 16 janvier 2016, il reçoit sa première sélection avec l'équipe de Côte d'Ivoire contre le Rwanda (défaite, 1-0).

## Palmarès
| Séwé Sports - Championnat de Côte d'Ivoire (2) : - Champion : 2012-13 et 2013-14. |  | Maghreb de Fes - Coupe du Maroc : - vainqueur : 2016. - Championnat du Maroc D2 (1) : - Champion : 2019-20. |